# Jimmy Armstrong (cầu thủ bóng đá, sinh năm 1899)
James D Armstrong (sinh ngày 12 tháng 6 năm 1899 - 1971) là một cầu thủ bóng đá thi đấu ở Football League cho Barnsley, Bournemouth & Boscombe Athletic và Accrington Stanley. Ông cũng thi đấu cho Chester-le-Street và Stalybridge Celtic.
Ông là cầu thủ ra sân nhiều nhất cho Accrington Stanley ở Football League.